# فرودگاه شهرستان کمنچی
فرودگاه شهرستان کمنچی (به انگلیسی: Comanche County-City Airport) یک فرودگاه همگانی بهره‌برداری هوایی است که یک باند فرود آسفالت دارد و طول باند آن ۱۳۷۲ متر است. این فرودگاه در شهر کومانچی، تگزاس کشور ایالات متحده آمریکا قرار دارد و در ارتفاع ۴۲۲ متری از سطح دریا واقع شده‌است.